# جارفيس هنت
جارفيس هنت (بالإنجليزية: Jarvis Hunt) هو مهندس معماري أمريكي، ولد في 6 أغسطس 1863، وتوفي في 15 يونيو 1941 في سانت بيترسبرغ في الولايات المتحدة.

## وصلات خارجية
- جارفيس هنت على موقع أوليمبيديا (الإنجليزية)